# C. P. Wang
C. P. Wang (* 1947, Peking, Čína) je čínský architekt, který se svými návrhy podílel na mnoha známých výškových stavbách v Tchaj-wanu a Číně. Původně se chtěl věnovat hudbě, ale když ve svých 24 letech navštívil severoamerická města New York a Chicago, byl natolik uchvácen zdejšími vysokými stavbami, až se toužil stát stavebním inženýrem. Vystudoval Tungchajskou univerzitu a v roce 1971 získal bakalářský titul. Následně studoval na Washingtonské univerzitě v St. Louis a v roce 1973 získal magisterský titul.
Stal se spolumajitelem prestižní architektonické firmy C.Y. Lee & Partners se sídlem v Tchaj-peji na Tchaj-wanu. C. P. Wang byl jedním z předních inženýru podílejícím se na návrhu mrakodrapu Tchaj-pej 101, jenž byl v letech 2004 až 2009 největší budovou světa.

## Výběr Staveb
- Grand 50 Tower (Kao-siung), nejvyšší budova v Tchaj-wanu v letech 1992 až 1993.
- Tuntex Sky Tower (Kao-siung), nejvyšší budova v Tchaj-wanu v letech 1997 až 2004.
- Klášter Čung-tchaj čchan (Nan-tchou), nejvyšší buddhistický chrám na světě od roku 2001 a nejvyšší buddhistická stavba na světě v letech 2001 až 2006.
- Tchaj-pej 101 (Tchaj-pej), nejvyšší budova v Tchaj-wanu od roku 2004 a nejvyšší mrakodrap na světě v letech 2004 až 2009.